# Take Me to Your Leader
Take Me to Your Leader es el vigésimo tercer álbum de estudio de Hawkwind, lanzado por Voiceprint Records en 2005.
La formación para este CD retorna al formato de trío que integró el grupo durante buena parte de los años 90, con Dave Brock, Richard Chadwick y Alan Davey, además de un nutrido plantel de invitados, entre los que destacan Arthur Brown, Lene Lovich y Lemmy Kilmister, quien aparece en el DVD de la edición doble.

## Lista de canciones
1. "Spirit of the Age" (Brock, Calvert) – 6:43
2. "Out Here We Are" (Davey) – 5:56
3. "Greenback Massacre" (Davey) – 4:14
4. "To Love a Machine" (Brock) – 6:00
5. "Take Me to Your Leader" (Brock, Chadwick, Davey) – 5:50
6. "Digital Nation" (Chadwick) – 5:25
7. "Sunray" (Brown) – 3:55
8. "Sighs" (Brock, Davey) – 1:22
9. "Angela Android" (Brock, Chadwick) – 5:08
10. "A Letter to Robert" (Brock, Brown, Chadwick) – 6:08

### Bonus DVD
1. Entrevista a Dave Brock
2. Entrevista a Alan Davey
3. Entrevista a Richard Chadwick
4. "Spirit of the Age" – Promo
5. "Silver Machine" – Ruisrock Festival, Finlandia, 10 de julio de 2004
6. "The Right to Decide" – Vivo 1992
7. "Spirit of the Age" – Vivo 2004
8. "Psychedelic Warriors" – Vivo 2004

## Personal
- Dave Brock: guitarra, voz, teclados
- Richard Chadwick: batería, percusión, programación
- Alan Davey: bajo, teclados, voz

con
- James Clemas: órgano en 1 & 7
- Matthew Wright: voz en 1
- Jez Huggett: saxo en 2 & 6
- Jason Stuart: teclados en 3 & 4
- Simon House: teclados y violín en 7 & 9
- Arthur Brown: voz en 7 & 10
- Lene Lovich: voz en 9
- Lemmy Kilmister: voz y bajo en 5 (DVD)
- Phil Caivano: guitarra en 5 (DVD)